# 1705 w literaturze
Wydarzenia literackie w 1705 roku.
- Joseph Addison – the Campaign wiersz na cześć ks. Marlborough
- Joseph Addison – Remarks on several parts of Italy
- Richard Steele – Tender Husband (dramat; premiera: Londyn – 23 IV)
- Nicolas Rowe  –  Ulisses (dramat; premiera: Londyn – 23 IX)